# Robert Thirlwell
Robert M. Thirlwell († 2. November 1998) war ein Tonmeister.

## Leben
Thirlwell begann seine Karriere 1978 bei Glen Glenn Sound mit dem Drama In der Glut des Südens von Terrence Malick. Bis 1998 war er an 79 Film- und Fernsehproduktionen beteiligt, meist als Mischtonmeister. Zwischen 1982 und 1986 war er drei Mal für den Oscar in der Kategorie Bester Ton nominiert: 1982 gemeinsam mit John Wilkinson, Robert W. Glass Jr. und Robin Gregory für Zurück in die Zukunft, 1985 gemeinsam mit Nick Alphin, Richard Portman und David M. Ronne für Menschen am Fluß und 1986 gemeinsam mit Bill Varney, B. Tennyson Sebastian II und William B. Kaplan für Zurück in die Zukunft. Für sein Mitwirken am Fernsehfilm The Golden Moment: An Olympic Love Story war er 1980 für den Primetime Emmy nominiert.

## Filmografie (Auswahl)
- 1980: Ein Mann für gewisse Stunden (American Gigolo)
- 1981: Mount St. Helens – Der Killervulkan (St. Helens)
- 1981: Outland – Planet der Verdammten (Outland)
- 1983: Dotterbart (Yellowbeard)
- 1984: Menschen am Fluß (The River)
- 1985: Die Goonies (The Goonies)
- 1985: Zurück in die Zukunft (Back to the Future)
- 1988: Eine Frau steht ihren Mann (Switching Channels)
- 1989: Halloween V – Die Rache des Michael Myers (Halloween 5: The Revenge of Michael Myers)
- 1990: Darkman
- 1991: New Jack City
- 1994: Die Mächte des Wahnsinns (John Carpenter’s In the Mouth of Madness)
- 1995: Heat

## Auszeichnungen (Auswahl)
- 1982: Oscar-Nominierung in der Kategorie Bester Ton für Outland
- 1985: Oscar-Nominierung in der Kategorie Bester Ton für Menschen am Fluß
- 1986: Oscar-Nominierung in der Kategorie Bester Ton für Zurück in die Zukunft